# Evgeny Yakovlev (pilote de rallye)
Pas d'image ? Cliquez ici
Evgeny Yakovlev est un copilote russe de rallye automobile né le 22 février 1980 à Nijnekamsk. Il remporte trois fois le Rallye Dakar dans la catégorie camion avec le pilote russe Eduard Nikolaev (2017, 2018 et 2019).

## Résultats au Paris-Dakar
| Année | Catégorie | Constructeur | Position | Victoires d'étape | Pilote          |
| ----- | --------- | ------------ | -------- | ----------------- | --------------- |
| 2015  | Camion    | Kamaz        | 2e       | 6                 | Eduard Nikolaev |
| 2016  | Camion    | Kamaz        | 7e       | 3                 | Eduard Nikolaev |
| 2017  | Camion    | Kamaz        | 1er      | 4                 | Eduard Nikolaev |
| 2018  | Camion    | Kamaz        | 1er      | 3                 | Eduard Nikolaev |
| 2019  | Camion    | Kamaz        | 1er      | 3                 | Eduard Nikolaev |
| 2020  | Camion    | Kamaz        | Abd.     | -                 | Eduard Nikolaev |
| 2022  | Camion    | Kamaz        | 2e       | 4                 | Eduard Nikolaev |

## Africa Eco Race
- 2013 : vainqueur en tant que copilote de Anton Shibalov